# Coelomera atrocoerulea
Coelomera atrocoerulea là một loài bọ cánh cứng trong họ Chrysomelidae. Loài này được Jacoby miêu tả khoa học năm 1878.